# Дежевски споразум
Дежевски споразум је договор по којем је Милутин преузео српски престо 1282. године. Споразум је склопљен у Дежеви, месту у рашкој жупи где се налазио један од двораца Немањића, на који је очувана успомена и у народној песми (Код Дежеве стријех дворова).
Кад је краљ Драгутин 1282. године код оближњег града Јелеча пао с коња и сломио ногу, повукао се с власти и предао престо у Дежеви млађем брату Милутину. Околности и услови под којима је предаја извршена мало су познати. Архиепископ Данило казује да је несрећа изазвала „велику забуну“ у земљи и страх од напада „суседних царева“, те је вероватно краљ под притиском догађаја, на државном сабору, одлучио да се повуче и преда брату знаке владарског достојанства, „свите многоценске царске, коња свога и оружје које сам носаше.“
Према споразуму Милутин је требало да влада доживотно, с тим да после његове смрти престо заузме један од Драгутинових синова.
Драгутин је задржао део српских земаља око Рудника, Ариља и доњег Лима.
Дежевски споразум се није одржао и доцније је био узрок дужег сукоба између браће, с тешким последицама по Србију.

## Историјски извори
Четири писана извора сведоче о споразуму Милутина и Драгутина закљученом на пролеће 1282. године. Најзначајнији извор јесте "Житије краља Драгутина", архиепископа Данила II. Житије је део корпуса биографија немањићких владара и архиепископа, познатије под називом "Животи краљева и архиепископа српских". Сматра се да је писано неколико година након Драгутинове смрти (1316). Архиепископ Данило, пружајући подршку краљу Милутину и његовој лози, избегава да пише о конкретним одредбама Дежевског споразума, те смо у житију ускраћени за главне одлуке које су споразумом предвиђене. Данило само доноси информацију да је Драгутин абдицирао у корист брата.
Једини византијски историчар који се интересовао за смену на српском престолу био је Георгије Пахимер. Страном писцу нису били познати детаљи и тачно место закључења споразума, али је његово сведочанство значајно за реконструкцију наследне одредбе.  Два западна извора такође сведоче о условима под којима је дошло до смене на власти. Први је Анонимни опис Источне Европе, непознатог аутора, из 1310. године, који доноси чак две верзије о наследној одредби. Ове верзије су очигледно потицале од присталица Милутина и присталица Драгутина, будући да је дело писано у завршној фази потоњег грађанског рата међу браћом.  Познији извор јесте дело барског архиепископа Гијома Адама, које је несумњиво наклоњено старијем брату.
Прворазредни извор о смени на престолу представља и сцена дежевске абдикације осликана у капели краља Драгутина у Ђурђевим Ступовима. Ова фреска је значајна, будући да доноси податке о учешћу архиепископа Јевстатија I у предаји престола. Српски архиепископ осликан је на фресци. Његову улогу у Милутиновом доласку на власт не помиње архиепископ Данило, као ни други писани извори.

## Позадина
Краљ Стефан Драгутин дошао је на престо након победе над оцем у бици код Гацка 1276. године.. Значајни фактори у држави нису подржали његов насилан долазак на престо. Против Драгутинове узурпације устао је сам врх српске цркве. Архиепископ Јоаникије повукао се заједно са краљем Урошем у Хум, где је и умро. Удовица Јелена је након Урошеве смрти пренела његово тело и сахранила га у Сопоћанима. У Урошевој задужбини сахрањено је и тело архиепископа, који му је до смрти остао веран..
Поред цркве, против Драгутинове узурпације био је и велики део српске властеле. Дошавши на престо уз помоћ куманске војске Јоакима Пектера, Драгутин је вероватно морао прихватити одређене обавезе према младом угарском краљу Ладиславу. Међутим, избијање грађанског рата у Угарској отклонило је могућност да Драгутин буде позван да те обавезе и изврши. Поред тога што је довео непријатељску војску на српско тле, Драгутин је током своје шестогодишње владавине водио пасивну спољну политику. Прилика за проширење државе била је добра. У Бугарској је букнуо Ивајлов устанак. Властела је очекивала и активнију политику према Византијском царству.
Став краљице Јелене, као и младог Милутина према догађајима из 1276. године нису познати. Јелена је од сина добила на управу територије у Зети, Требињу, Плаву и Горњем Ибру. Заузврат, Јелена је дала благослов Драгутиновом доласку на престо. Њен утицај био је пресудан и на однос Драгутина са млађим братом. Положај Милутина у годинама након очевог свргавања у потпуности је непознат. Могуће да је Милутин на своју страну привукао део незадовољне властеле, што је 1282. године могло резултирати његовом доласку на власт.

## Споразум

### Време и место закључења споразума
Дежевски споразум треба датирати у почетак 1282. године. Последњи документ који помиње Драгутина као владара настао је јула 1281. године. Прва година владавине краља Милутина јесте 6790. година, односно период од 1. септембра 1281. до 31. августа 1282. године. По доласку Милутина на власт, српска војска је напала византијске снаге. До избијања рата дошло је на пролеће 1282. године. У сам почетак године треба сместити и одржавање сабора у Дежеву.
Место Дежево постоји и данас, а средњовековно насеље развило се око реке Пнуће, која се данас назива Дежевска река. У долини реке Пнуће налазило се насеље мајстора-зидара. Данас се име „Пнућа“ задржало као име потеса уз Дежевску реку, недалеко од њеног ушћа у Рашку, у близини Петрове цркве. Светостефанска повеља сведочи да се Дежево убрајало у крунске поседе Немањића које је српски краљ даровао манастиру Бањска. У самом Дежеву данас постоји „Немањина чесма“, веома поштована у селу, у односу на чији положај мештани одређују своје поседе. Верује се да су се у њеној близини налазили Немањини двори. Дежево губи значај током Милутинове владавине. Он укида двор у Дежеву, а на том месту настаје гробље. Ипак, место није пало у заборав. Помиње се у документима везаним за Велики бечки рат (крај 17. века), а помиње га и Карађорђе у једном свом писму из 1806. године. Он наређује војсци у новопазарском крају да заузме положаје око Дежева „на месту где су били Немањића двори, ко што о том историја збори“

### Узроци абдикације
У науци је одбачен став да је узрок Драгутинове абдикације био прелом ноге. То је могао бити само повод смене на власти. Прави узроци лежали су у неуспешној Драгутиновој политици. Данило сведочи о "великој узбуни" након Драгутиновог пада са коња, што може бити наговештај побуне властеле. Србија се налазила под византијским нападом, те је био потребан одлучан владар, да предводи контранапад.
Милутинова улога у претпостављеној побуни властеле у потпуности је непозната. Пада у очи брзина којом је он био спреман да преузме власт и да се супротстави византијској војсци, што упућује на претпоставку да је активно учествовао у побуни. У науци је чак изнесена и сумња у Данилов пад са коња, будући да је то био један од уобичајених топоса средњовековне књижевности. Сличне смене на престолу приказују Летопис попа Дукљанина, али и Константин Филозоф.

### Драгутиново покајање
У Даниловом опису присутни су мотиви Драгутиновог покајања. Падом са коња, Драгутин је увидео свој грех према оцу, те је то био један од главних мотива његове абдикације у корист брата. И заиста, прелом ноге у средњем веку није представљао сметњу вршењу власти. Константин Тих је неколико година пре Дежевског споразума такође задобио прелом ноге, што га није спречило у обављању владарских функција. Краљеву повреду најпре треба посматрати као симболични показатељ да је Драгутин изгубио Божју подршку. Нарушавање интегритета владаревог тела је у Византији, као и средњовековној Србији, значило да владар више није Божији изабраник. У Византији 7. века практиковано је одсецање носа ради елиминисања противника у борби за престо. Почев од 8. века, казна одсецања носа замењена је ослепљењем.
Ток Драгутиновог житија мења се након Дежевске смене на престолу. Уносећи мотив покајања, Данило представља Драгутинову абдикацију и монашење као временски блиске догађаје. Будући да је познато да је до монашења краља Драгутина дошло непосредно пред његову смрт, дакле више од три деценије након Дежевског споразума, овакав развој догађаја не одговара историјској истини.
Данилов опис Дежевског споразума концентрише се на Драгутинову предају владарских инсигнија брату. У питању су били владарска круна, злато, одежда, коњ, оружје и златни појас.

### Наследник престола
Одредба о наследнику престола представља најбитнију тачку споразума у Дежеву. Данило не доноси податке о томе шта су браћа договорила по питању наследника. Стога су се истраживачи при њеној реконструкцији користили страним изворима. Георгије Пахимер пише да је по споразуму Милутина након смрти требао наследити Драгутинов потомак: "... одвојивши себи довољно земље, препустио је (Драгутин) бригу око власти њему (Милутину) који ће после смрти сачувати власт његовој деци". Драгутин је имао двојицу синова: Владислава и Урошица. Престо је очигледно требао припасти старијем сину Владиславу.
Анонимни опис Источне Европе из 1310. године доноси две верзије наследне одредбе: "Неки, пак, кажу да је краљевство напросто препустио и да се одрекао краљевске власти, али други тврде, а то и сам краљ Стефан признаје, да га није препустио тек тако, нити га се одрекао, већ под условом да му се краљевство, ако преживи, врати, а ако умре, да овај узме краљевство. Али млађи брат, завладавши краљевством, никада га није вратио брату, иако је овај оздравио, већ је њиме владао двадесет и шест година и доиста још увек њиме влада. И због овога је избио рат и сукоб између поменуте браће који траје до дана данашњег". Са анонимним аутором слаже се и приказ барског архиепископа Гијома Адама, који је своје дело писао око 1331. године.
Детаљно анализирајући одредбе Дежевског споразума, Михаило Динић износи закључио је да је споразум у Дежеву предвиђао да српски престо остане краљу Милутину доживотно, али да након његове смрти власт припадне Драгутиновом сину Владиславу.

### Подела територија
Да је једна од тачки преговора у Дежеву била и подела територија кратко сведочи Георгије Пахимер, који казује да је Драгутин себи одвојио довољно земље. Драгутин је 1284. године од таста добио на управу Мачву, североисточну Босну и поречје Колубаре. Архиепископ Данило пише да се Драгутин одмах по предаји власти повукао у Мачву, што не може бити тачно, будући да она 1282. године није била у његовој власти. Међутим, Драгутин је владао одређеним територијама и у периоду од 1282. до 1284. године. Он је Дежевским споразумом добио на управу Рудник, Ариље, део Ускопља и Дабар. Тиме је, уз државу краља Милутина и државу краљице Јелене створена и трећа држава на просторима српских земаља.

## Последице
Дежевским споразумом уређени су односи између Драгутина и Милутина, какви ће трајати до избијања грађанског рата 1299. године. У наредним годинама односи међу браћом били су хармонични. Браћа воде заједничке ратове против Византије, видинског кнеза Шишмана, као и куманске браће Дрмана и Куделина. Односи се кваре тек пред крај 13. века, услед Милутинових преговора са Византијом. Рат Србије и Византије из 1297. године окончан је споразумом, који је априла 1299. године учвршћен династичким браком Милутина и Андроникове ћерке Симониде. Намера Милутина, између осталог, била је да дететом из брака са византијском принцезом, изигра поштовање Дежевског споразума.
Милутин почетком 14. века показао намеру за одбацивањем Дежевског споразума, услед чега је избио династички сукоб. Рат Драгутина и Милутина трајао је од 1299. до 1311/12. године. Милутин у периоду рата одбацује договор са братом и као наследника прокламује свога старијег сина Стефана Дечанског. Са друге стране, Драгутин је настојао да са власти збаци брата и на престо доведе сина Урошица. Уз посредовање цркве, мир је окончан 1311/12. године, повратком на одредбе Дежевског споразума. По питању наследника није јасно шта је тачно одлучено. Дежевска одредба је можда доживела промену, те је одређено да подвојеност територија опстане и након смрти браће.
Доласком на власт Стефана Дечанског, успостављена је паралелна владавина синова Милутина и Драгутина. Крајем 1323. године између Стефана Дечанског и Владислава избија грађански рат. Победом Стефана и изгоном Владислава из земље, дефинитивно су одбачене одредбе Дежевског споразума, а Милутинова грана наставила је светородну лозу Немањића.